# Acremonium tectonae
Acremonium tectonae är en svampart som beskrevs av R.F. Castañeda 1987. Acremonium tectonae ingår i släktet Acremonium, ordningen köttkärnsvampar, klassen Sordariomycetes, divisionen sporsäcksvampar och riket svampar.   Inga underarter finns listade i Catalogue of Life.